# Landskrona museum
Landskrona museum har samlingar och utställningar som beskriver händelser och personer i Landskronas historia. Förutom basutställningar visas flera tillfälliga utställningar varje år. I museets faktarum, Minnesbanken, finns kommunens minnen och dess historia samlad. Under vår och höst erbjuds ett varierat program. Visningar, föredrag, musikunderhållning, debatter mm. Barnen tar stor plats på museet och samarbetet med skolan är omfattande. Ateljé Nell, en plats för kreativt skapande, är öppen under helger och skollov, ofta med en pedagog som hjälper till och inspirerar. På sommaren brukar Ateljé Nell flytta utomhus, exempelvis till Rothoffs museikoloni, Teaterparken eller Slottsparken.
Museet ligger vid Rådhustorget i 1700-talsbyggnaden Adolf Fredriks kasern. 1933 köpte Landskrona stad kasernen och inrymde under många år olika föreningars verksamheter. 1934 flyttade Landskrona museum in i de övre våningarna och sedan 1976 i hela byggnaden. Adolf Fredriks kasern är förklarat som byggnadsminne.
Museet har tre basutställningar som berättar om Landskrona stads historia. 1413 - Stad i ny tid tar utgångspunkt i när Erik av Pommern grundade staden, Nya staden berättar om 1700-talets storslagna drömmar och En Arbetets stad som visar industri och handel från 1800-talet fram till 1900-talsets första decennier. Utställningen Människor som vi tar oss åtta tusen år tillbaka i tiden, här finns spännande fynd från utgrävningar öster om staden. Man kan också se en basutställning med verk av Carl Fredrik Reuterswärd samt en lekutställning för små barn, Trädgårdslandet, där man kan leka i affären, kratta löv och plocka morötter. Systrarna och deras brudkistor är en textil utställning med både vita linnelakan och färgsprakande filtar. Den nyaste basutställningen heter Reklam! och tar upp frågor som hur reklam påverkar oss och vår tid, men också hur samhällstrender och aktuella skeenden påverkar reklamen.  